# Кларксвил (Вирџинија)
Кларксвил (енгл. Clarksville) град је у америчкој савезној држави Вирџинија. По попису становништва из 2010. у њему је живело 1.139 становника.

## Демографија
Према попису становништва из 2010. у граду је живело 1.139 становника, што је 190 (14,3%) становника мање него 2000. године.
| Група             | 2000.       | 2010.       |
| Белци             | 943 (71,0%) | 811 (71,2%) |
| Афроамериканци    | 356 (26,8%) | 293 (25,7%) |
| Азијати           | 5 (0,4%)    | 6 (0,5%)    |
| Хиспаноамериканци | 7 (0,5%)    | 14 (1,2%)   |
| Укупно            | 1.329       | 1.139       |